# Kościół św. Marcina w Biberach an der Riß
Kościół św. Marcina (niem. St. Martin) – gotycko-barokowy kościół symultaniczny znajdujący się w niemieckim mieście Biberach an der Riß, współużytkowany przez luteran i katolików.

## Historia
Już w roku 1100 w tym miejscu stał romański kościół, pierwsza wzmianka pochodzi z roku 1265. Obecną, gotycką świątynię wzniesiono w latach 1337–1366. W 1369 kościół św. Marcina otrzymał drugą patronkę, św. Marię. Wskutek reformacji w 1531 roku zniszczone zostały ołtarze, w tym ołtarz główny wykonany przez Niklausa Weckmanna. Od 1548 jest wykorzystywany zarówno przez katolików, jak i luteran, co czyni go jednym z najstarszych wciąż czynnych kościołów symultanicznych w Niemczech. W 1584 wieża kościelna spłonęła wskutek uderzenia pioruna. W latach 1746–1748 wnętrze świątyni przebudowano w stylu barokowym, wzniesiono m.in. nowe sklepienie prezbiterium, które udekorowano freskiem wykonanym przez Johannesa Zicka.

## Architektura i wyposażenie
Bryła kościoła jest gotycka, a wnętrze – barokowe. Trójnawowa świątynia ma układ bazylikowy. Wnętrze kościoła zdobią:
- krucyfiks z roku 1220,
- XV-wieczna figura św. Jana Apostoła,
- późnogotycka ambona autorstwa Hansa Hochmanna z 1511,
- późnogotycka rzeźba świętej Anny Samotrzeciej z 1515, przypisywana Michaelowi Zeynslerowi(inne języki),
- krucyfiks z Brandenburgkapelle z 1520, przypisywany Michaelowi Zeynslerowi,
- monstrancja z 1612,
- obraz Świętej Trójcy z 1681 roku pędzla Johanna Heinricha Schönfelda,
- ołtarz główny z 1720 roku,
- stalle z 1748 autorstwa Johanna Konrada Fichtela[1],
- organy w prezbiterium z warsztatu Friedricha Weiglego(inne języki) z 1859, przebudowane w 1968,
- organy na emporze z 1967 roku, o trzech manuałach, odremontowane w roku 2003[6].

## Galeria

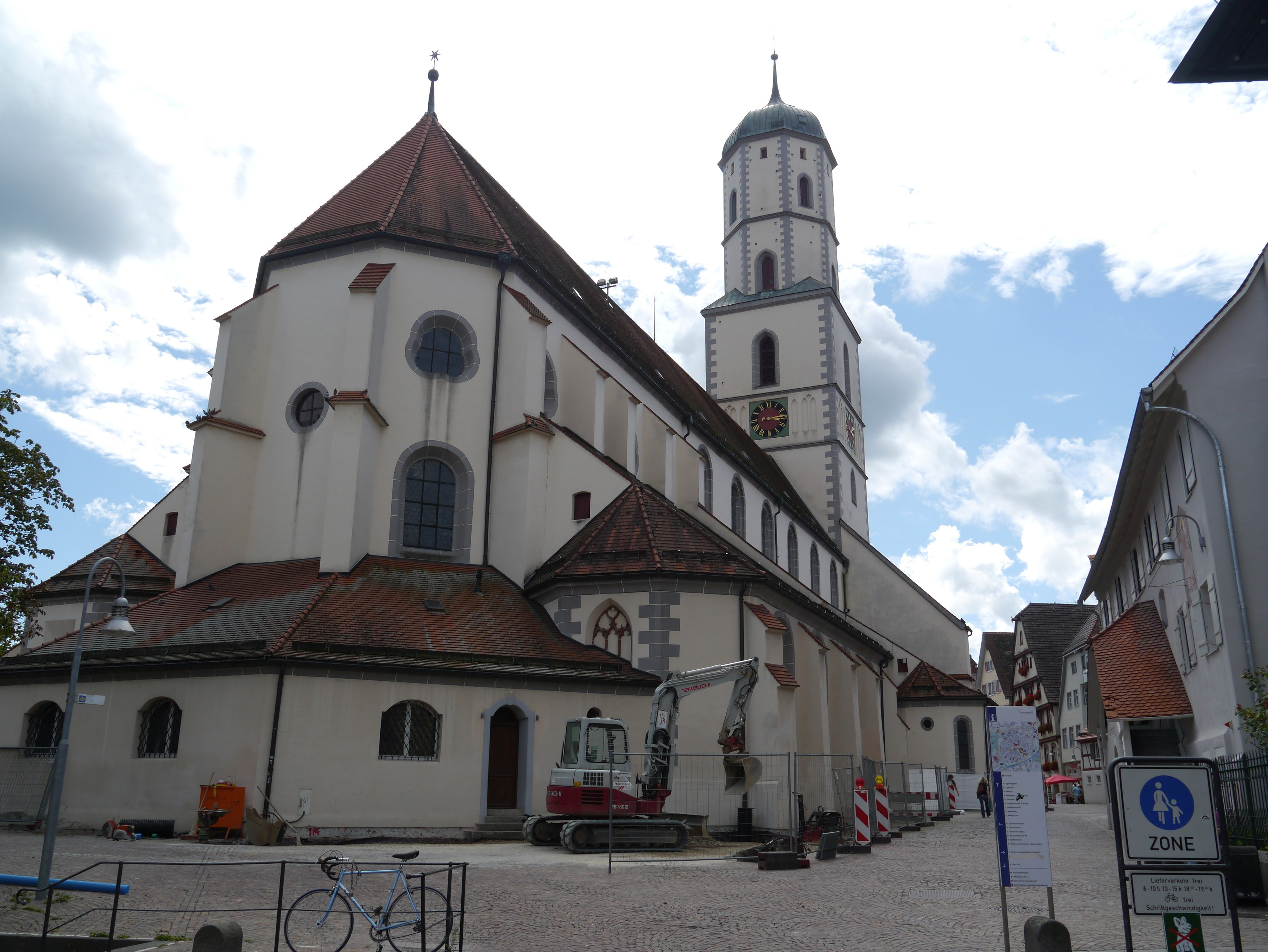
Widok z północnego wschodu
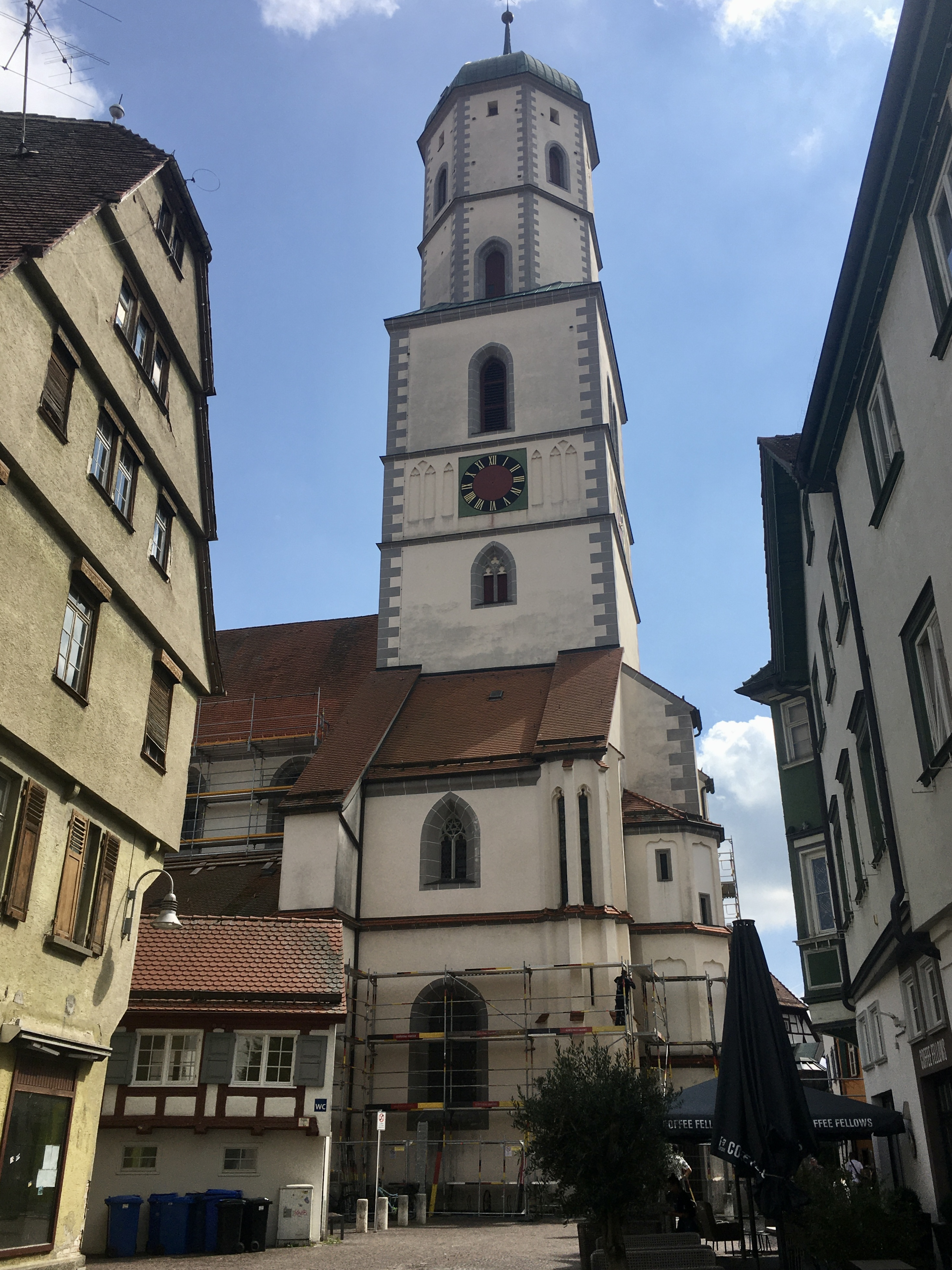
Widok z północnego zachodu na wieżę
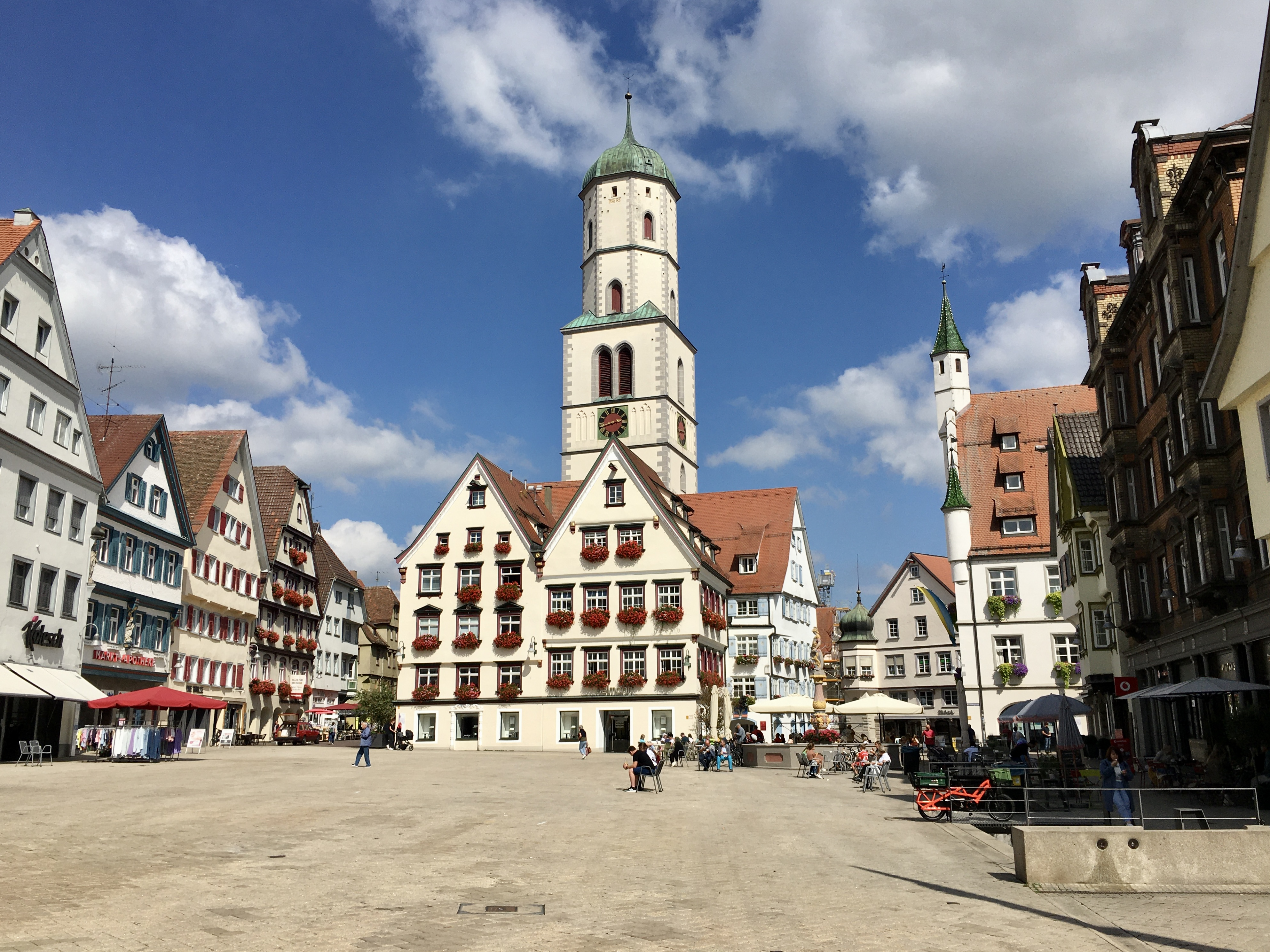
Wieża widoczna z Marktplatzu
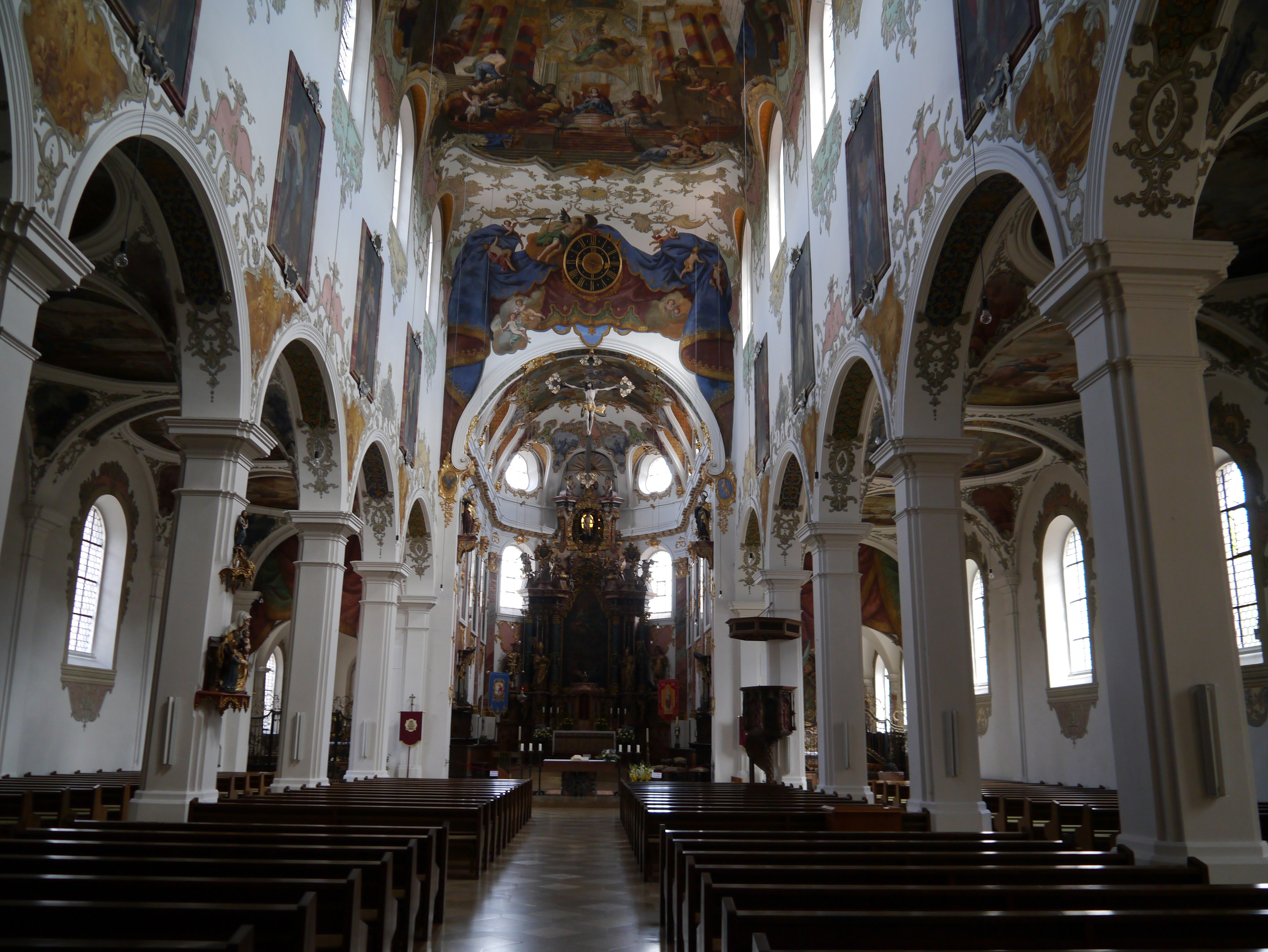
Wnętrze
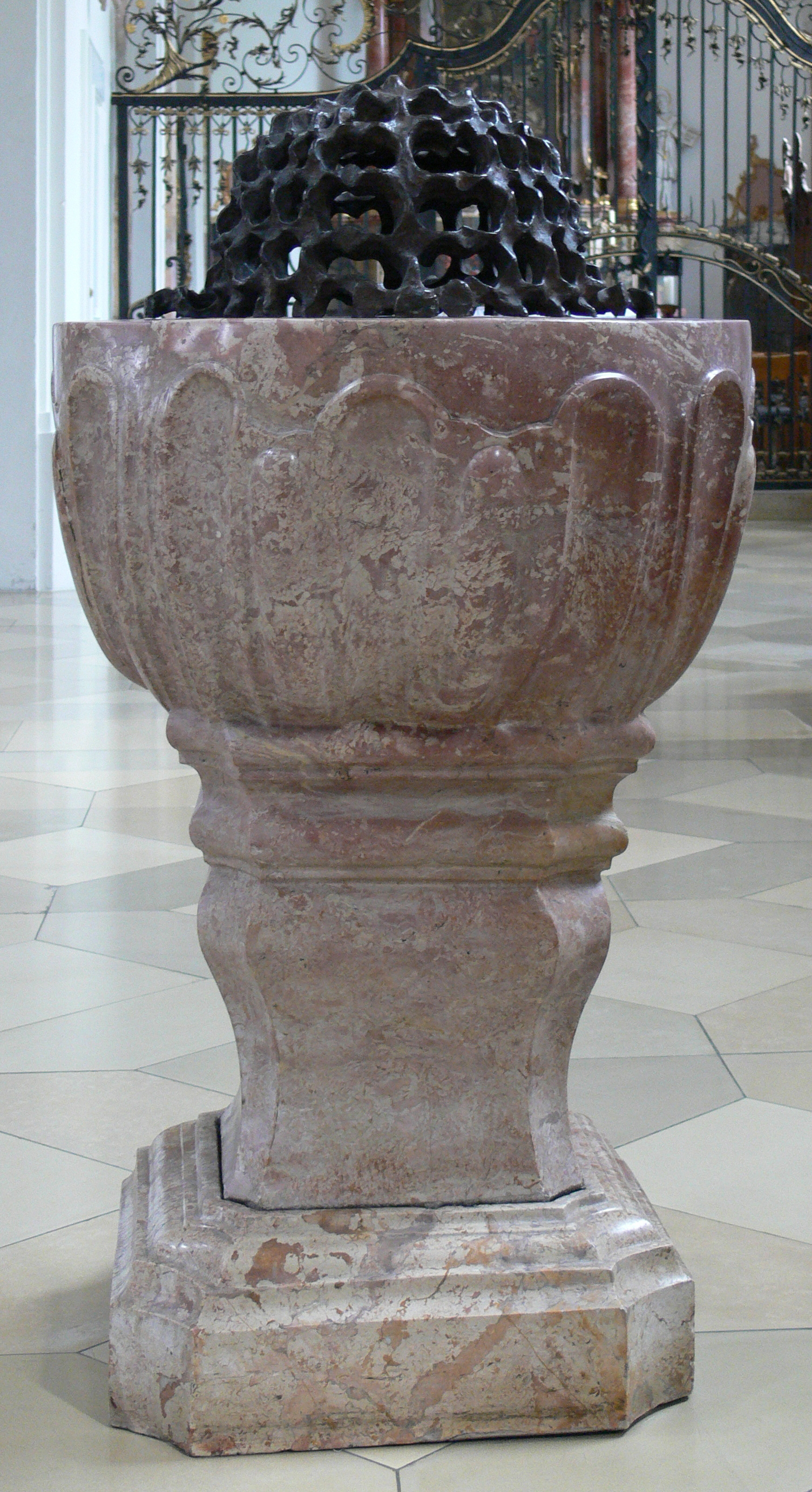
Chrzcielnica
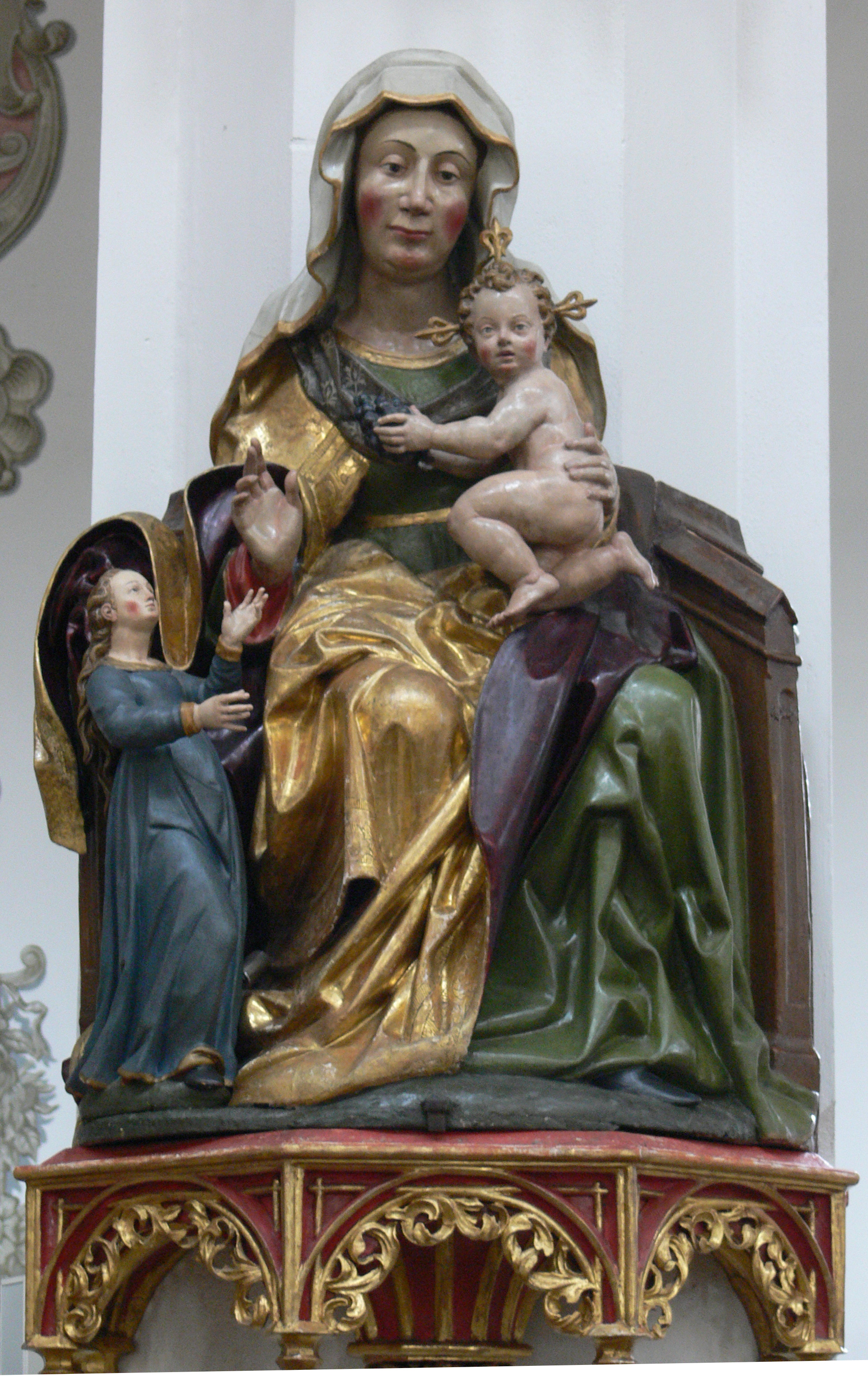
Figura św. Anny Samotrzeciej
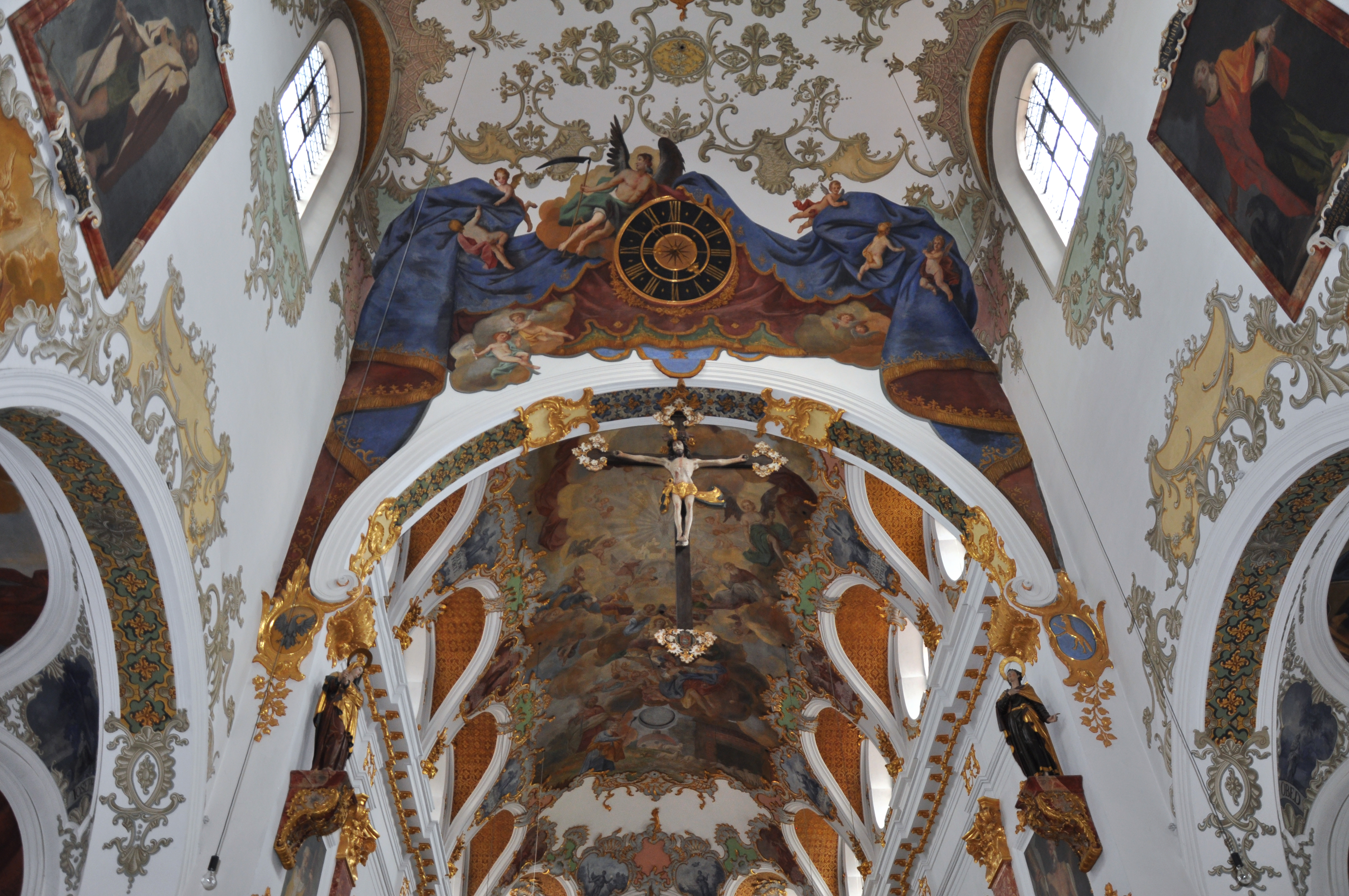
Sklepienie
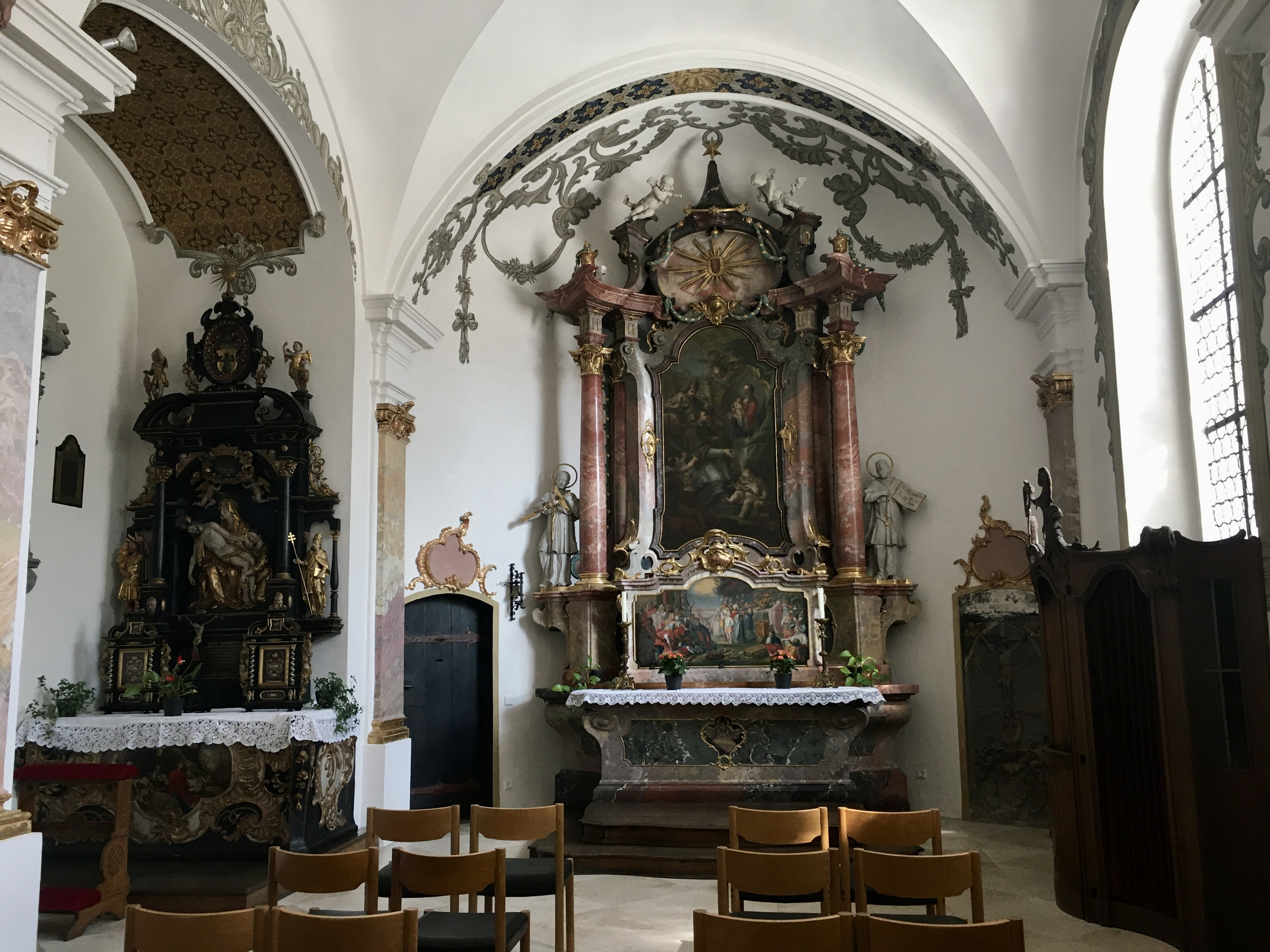
Kaplica boczna
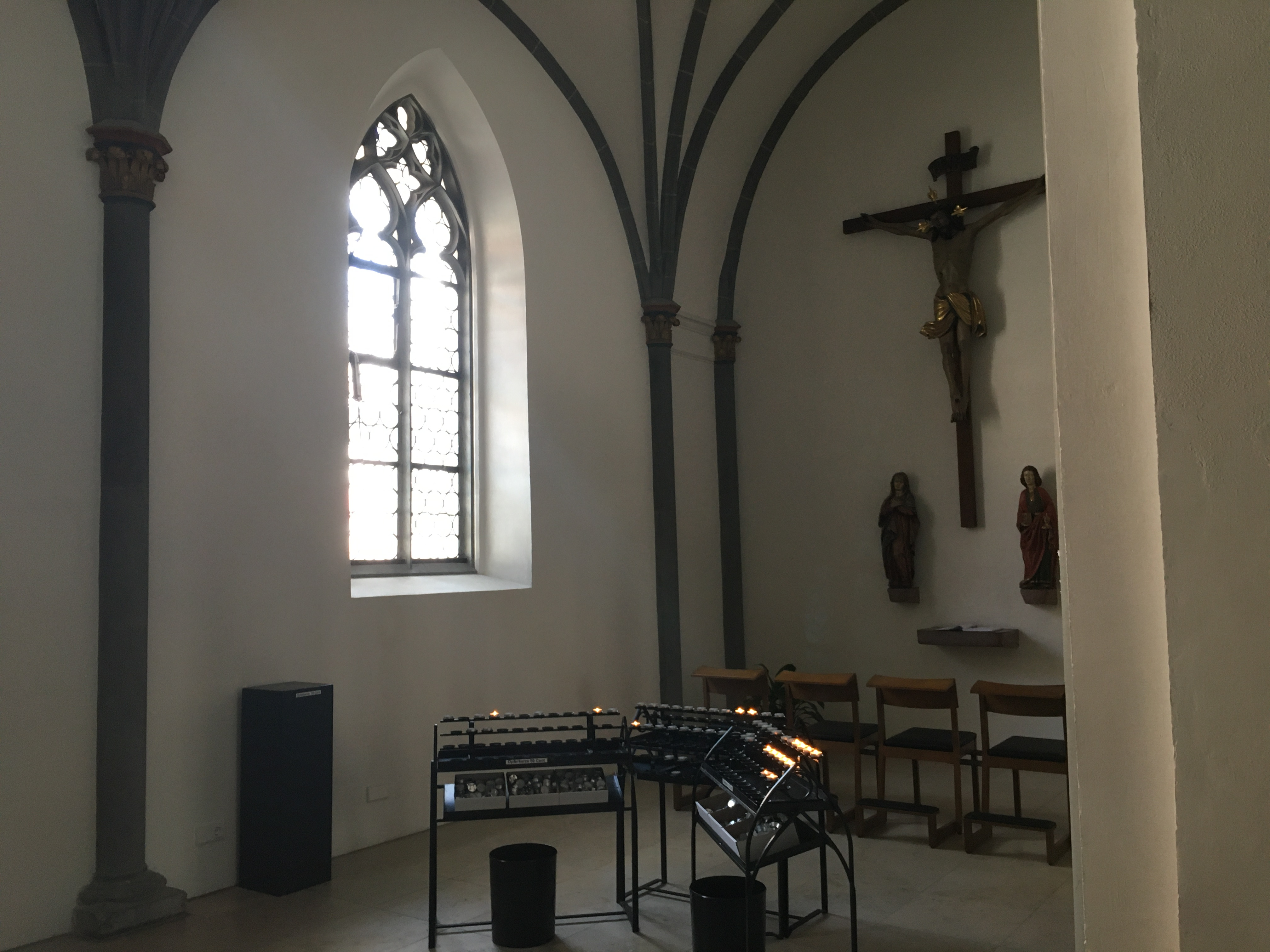
Brandenburgkapelle
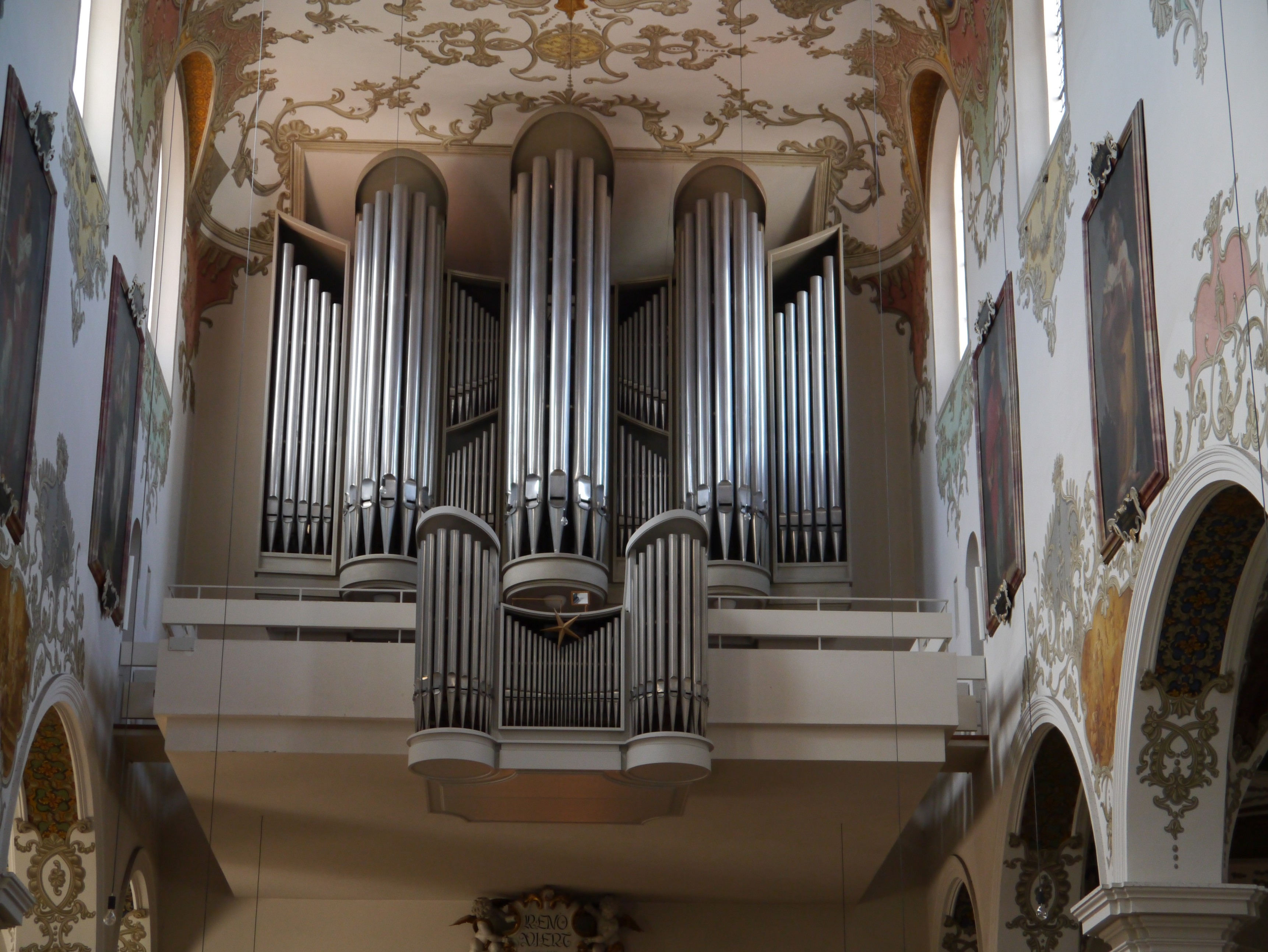
Organy